# Nir
Nir este un oraș din Iran.